# Diocèse de Chimbote
Le diocèse de Chimbote (en latin : Dioecesis Cimbotiensis ; en espagnol : Diócesis de Chimbote) est un diocèse de l'Église catholique du Pérou suffragant de l'archidiocèse de Trujillo.

## Territoire

Diocèse de Chimbote

Le diocèse comprend trois provinces du département d'Áncash : Casma, Huarmey, Santa ainsi que des portions des provinces de Huaraz, Huaylas et Yungay. Les autres provinces de ce département sont gérées par les diocèses de Huaraz et Huarí.
Il possède un territoire d'une superficie de 23 500 km divisé en 51 paroisses. Le siège épiscopal est dans la ville de Chimbote où se trouve la cathédrale Notre-Dame-du-Carmel-et-Saint-Pierre.

## Historiquee
La prélature territoriale est érigée le 26 novembre 1962 par la constitution apostolique Ecclesiae Propositum du pape Jean XXIII en prenant sur le territoire du diocèse de Huaraz.
Par le décret Spirituali Christifidelium du 22 mars 1983 de la congrégation des évêques, il récupère encore du territoire du diocèse de Huaraz (districts de Huarmey, Pamparomas, Quillo, Cochabamba, Colcabamba, Huanchay, Pampas et Pariacoto). Le 6 avril de la même année, la prélature territoriale est élevée au rang de diocèse par la constitution apostolique Pastoralis cura du pape Jean-Paul II.

## Évêques
- James Edward Charles Burke, O.P (8 mars 1965 - 2 juin 1978)
- Luis Armando Bambarén Gastelumendi, S.J (2 juin 1978 - 4 février 2004)
- Ángel Francisco Simón Piorno (4 février 2004 - 18 mai 2022)
- Ángel Ernesto Zapata Bances, O.C.D (18 mai 2022 - )